# Mauvaisin
Mauvaisin är en kommun i departementet Haute-Garonne i regionen Occitanien i södra Frankrike. Kommunen ligger i kantonen Nailloux som tillhör arrondissementet Toulouse. År 2022 hade Mauvaisin 221 invånare.

## Befolkningsutveckling
Antalet invånare i kommunen Mauvaisin
Referens:INSEE